# Llista de primers ministres del Canadà

Escut del Canadà.

El primer ministre és el cap de govern del Canadà. El càrrec no està descrit en cap dels documents que constitueix la porció escrita de la Constitució del Canadà. L'autoritat d'executiu està formalment investida en el sobirà canadenc i és exercida en el seu nom pel governador general del país. El càrrec de Primer Ministre és part de la tradició constitucional del país. El model d'aquesta convenció és el mateix que ja existia en el Regne Unit al temps de la Confederació, el 1867.
Aquesta llista només compren els primers ministres des de 1867.
| Nom                         | Imatge                      | Inici del govern       | Fi del govern          | Partit                   |
| --------------------------- | --------------------------- | ---------------------- | ---------------------- | ------------------------ |
| Sir John Macdonald          | Sir John Macdonald          | 1 de juliol de 1867    | 5 de novembre de 1873  | Conservador              |
| Alexander Mackenzie         | Alexander MacKenzie         | 7 de novembre de 1873  | 8 d'octubre de 1878    | Liberal                  |
| Sir John Macdonald          | Sir John Macdonald          | 17 d'octubre de 1878   | 6 de juny de 1891      | Conservador              |
| Sir John Abbott             | Sir John Abbott             | 16 de juny de 1891     | 24 de novembre de 1892 | Conservador              |
| Sir John Thompson           | Sir John Thompson           | 5 de desembre de 1892  | 12 de desembre de 1894 | Conservador              |
| Mackenzie Bowell            | Mackenzie Bowell            | 21 de desembre de 1894 | 27 d'abril de 1896     | Conservador              |
| Charles Tupper              | Charles Tupper              | 1 de maig de 1896      | 8 de juliol de 1896    | Conservador              |
| Wilfrid Laurier             | Wilfrid Laurier             | 11 de juliol de 1896   | 7 d'octubre de 1911    | Liberal                  |
| Robert Laird Borden         | Robert Laird Borden         | 10 d'octubre de 1911   | 10 de juliol de 1920   | Conservador              |
| Arthur Meighen              | Arthur Meighen              | 10 de juliol de 1920   | 29 de desembre de 1921 | Conservador              |
| William Lyon Mackenzie King | William Lyon Mackenzie King | 29 de desembre de 1921 | 29 de juny de 1926     | Liberal                  |
| Arthur Meighen              | Arthur Meighen              | 29 de juny de 1926     | 25 de setembre de 1926 | Conservador              |
| William Lyon Mackenzie King | William Lyon Mackenzie King | 25 de setembre de 1926 | 6 d'agost de 1930      | Liberal                  |
| Richard Bedford Bennett     | Richard Bedford Bennett     | 7 d'agost de 1930      | 23 d'octubre de 1935   | Conservador              |
| William Lyon Mackenzie King | William Lyon Mackenzie King | 23 d'octubre de 1935   | 15 de novembre de 1948 | Liberal                  |
| Louis Saint-Laurent         | Louis Saint-Laurent         | 15 de novembre de 1948 | 21 de juny de 1957     | Liberal                  |
| John George Diefenbaker     | John George Diefenbaker     | 21 de juny de 1957     | 22 d'abril de 1963     | Conservador              |
| Lester Bowles Pearson       | Lester Bowles Pearson       | 22 d'abril de 1963     | 20 d'abril de 1968     | Liberal                  |
| Pierre Elliott Trudeau      | Pierre Elliott Trudeau      | 20 d'abril de 1968     | 3 de juny de 1979      | Liberal                  |
| Joe Clark                   | Joe Clark                   | 4 de juny de 1979      | 2 de març de 1980      | Conservador              |
| Pierre Elliott Trudeau      | Pierre Elliott Trudeau      | 3 de març de 1980      | 30 de juny de 1984     | Liberal                  |
| John Napier Turner          | John Napier Turner          | 30 de juny de 1984     | 17 de setembre de 1984 | Liberal                  |
| Brian Mulroney              | Brian Mulroney              | 17 de setembre de 1984 | 25 de juny de 1993     | Progressista conservador |
| Kim Campbell                | Kim Campbell                | 25 de juny de 1993     | 4 de novembre de 1993  | Progressista conservador |
| Jean Chrétien               | Jean Chrétien               | 4 de novembre de 1993  | 12 de desembre de 2003 | Liberal                  |
| Paul Martin                 | Paul Martin                 | 12 de desembre de 2003 | 6 de febrer de 2006    | Liberal                  |
| Stephen Harper              | Stephen Harper              | 6 de febrer de 2006    | 4 de novembre de 2015  | Conservador              |
| Justin Trudeau              | Justin Trudeau              | 4 de novembre de 2015  | 14 de març de 2025     | Liberal                  |
| Mark Carney                 | [Mark Carney                | 14 de març de 2025     | actualitat             | Liberal                  |